# Olympische Winterspiele 2010/Teilnehmer (Israel)
| Gelbes Symbol für Goldmedaillen mit stilisierten Olympischen Ringen | Graues Symbol für Silbermedaillen mit stilisierten Olympischen Ringen | Braundes Symbol für Bronzemedaillen mit stilisierten Olympischen Ringen |
| ------------------------------------------------------------------- | --------------------------------------------------------------------- | ----------------------------------------------------------------------- |
| —                                                                   | —                                                                     | —                                                                       |

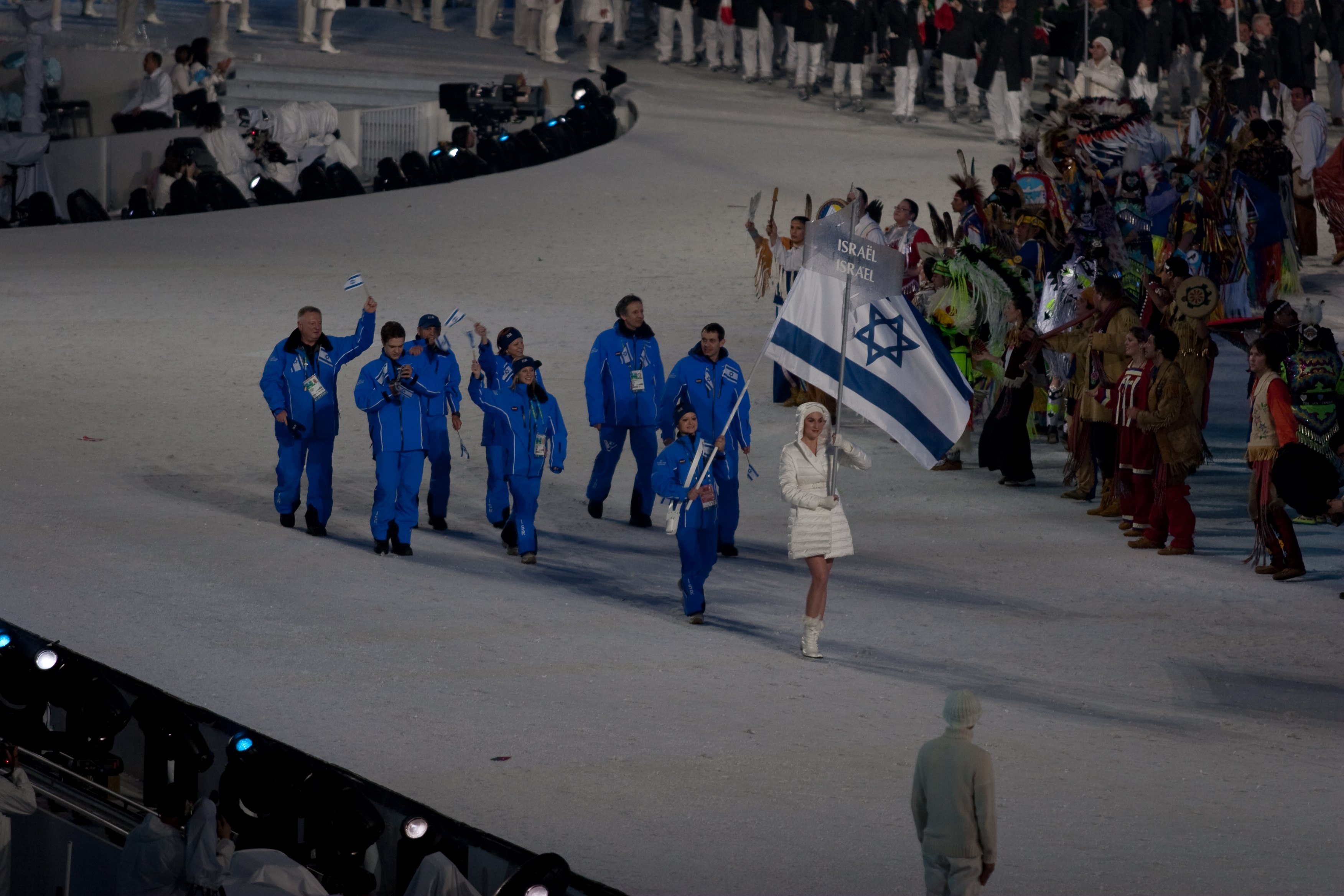
Einmarsch der israelischen Delegation

Israel nahm an den Olympischen Winterspielen 2010 im kanadischen Vancouver mit drei Sportlern teil. Das Israelische Olympische Komitee gab ihre Namen am 25. Januar 2010 bekannt.

## Teilnehmer nach Sportarten

### Eiskunstlauf
- Alexandra Zaretski & Roman Zaretski
Eistanz: 10. Platz

### Ski Alpin
Männer
- Mikail Renzhin
Riesenslalom: 55. Platz
Slalom: 35. Platz